# La Vogue (musikgrupp)
La Vogue är ett svenskt synthpopband, som bestod av Jarmo Ollila, Daniel Bäckman, Anders Larsson, Jörgen Larsson och Urban Svensson. För management stod Robert Sjögren. Gruppen släppte 1998 albumet Rebirth of the Century hos Synthphony Records.